# Alam Jahangir
Alam Jahangir ist ein Judoka aus Bangladesch.

## Werdegang
Jahangir nahm zweimal an Weltmeisterschaften teil. Bei den Weltmeisterschaften 1997 in Paris unterlag er in der Gewichtsklasse bis 71 Kilogramm in der Runde der letzten 32 dem Ungarn Kosztasz Haronisz. Zwei Jahre später bei den Weltmeisterschaften in Birmingham unterlag er im Sechzehntelfinale dem Briten Paul Murphy.